# Peter Hanson
Peter Hanson (født 4. oktober 1977 i Svedala, Sverige) er en svensk golfspiller, der (pr. oktober 2010) står noteret for fire sejre på Europa Touren gennem sin professionelle karriere. Hans bedste resultat i en Major-turnering er en 16. plads, som han opnåede ved US Open i år 2010.
Hanson repræsenterede i 2010 og 2012 det europæiske hold ved Ryder Cuppen.

## Europa Tour-sejre
- 2005: Jazztel Open de España en Andalucía
- 2008: SAS Masters
- 2010: Iberdrola Open Cala Millor Mallorca
- 2010: Czech Open